# Elena Martínez Fontes
Elena Dolores Martínez Fontes (Buenos Aires, 12 de enero de 1915-4 de mayo de 1989) fue una bióloga argentina, especialista en invertebrados marinos. Es conocida por integrar el grupo de científicas llamado “las cuatro de Melchior” (en referencia a la base temporaria argentina en la Antártida) junto con las argentinas Irene Bernasconi, especialista en equinodermos, a la bacterióloga María Adela Caría y la especialista en algas marinas Carmen Pujals.

## Trayectoria
Nació en la Ciudad Autónoma de Buenos Aires, Argentina. Realizó estudios en el Instituto Nacional Superior “Joaquín V. González”, recibiéndose en 1933 de Maestra Normal Nacional y luego, en 1938, como profesora de enseñanza secundaria en Ciencias naturales. Recién recibida, ocupó el puesto de “Ayudante supernumerario” para la preparación y clasificación de material del laboratorio de Protistología del Museo Argentino de Ciencias Naturales. En 1947 se trasladó a la Sección de Invertebrados Marinos del museo. Luego de varios viajes de formación y de recolección de muestras, en 1973 asumió como jefa de dicha sección. En 1960 ingresó a la carrera de investigación científica del CONICET.
Además de la investigación disciplinar, se dedicó también a la docencia. En 1956 fue nombrada profesora de la Cátedra de Zoología y Anatomía en la Escuela Nacional de Comercio N° 16. Participó de la elaboración de material didáctico en tópicos de biología, convocada por la Fundación Rockefeller. Participó en 1964 de la Primera Conferencia Interamericana Sobre la Enseñanza de la Biología. Publicó también, en 1970, un libro de dos tomos sobre enseñanza de la disciplina, titulado Biología: su enseñanza moderna, junto a Edgardo del Ponte. Se mantuvo activa hasta 1978, año en que solicitó la renuncia al Museo de Ciencias Naturales. En 1979 se le concedió el beneficio de la jubilación.
Junto a otras tres biólogas, fue pionera en realizar trabajo de campo en la Antártida argentina. A los cincuenta y tres años participó de la campaña efectuada en 1968, viajando a la Antártida a bordo del buque ARA Bahía Aguirre. En ese viaje, "las cuatro de Melchior" recorrieron en bote 1000 kilómetros de litoral recogiendo muestras, en una campaña de dos meses y medio. Instalaron espineles y redes en profundidades de hasta 180 metros para la recolección de ejemplares de organismos. Recogieron muestras de agua y suelo, de diversas especies de flora y fauna marinas, destacándose más de 2000 ejemplares de equinodermos. Lograron a partir de su trabajo la identificación del alga parda Cystosphaera jacquinotii. La colección de algas marinas antárticas que lograron forma parte actualmente del Herbario del Museo "Bernardino Rivadavia".

## Distinciones
En 1969 la “Embajada de Mujeres de América” entregó una medalla recordatoria a cada integrante de la Expedición por constituir “el primer grupo femenino que participó en una Campaña Antártica para desarrollar tareas científicas”.
Junto a sus compañeras, recibió numerosas distinciones póstumas. En 2018, al conmemorarse el 50 aniversario de la campaña que llevó a la Antártida a las cuatro científicas argentinas para efectuar trabajo de campo, a propuesta de la Cancillería argentina, el Instituto Antártico Argentino y la Dirección Nacional del Antártico, las científicas fueron homenajeadas con cuatro topónimos antárticos aprobados por el Servicio de Hidrografía Naval: Ensenada Pujals, Cabo Caría, Cabo Fontes y Ensenada Bernasconi. En ese mismo año, el Correo Argentino emitió una estampilla conmemorativa con la fotografía de las cuatro científicas. 
El 11 de febrero de 2022, en el Día Internacional de la Mujer y la Niña en la Ciencia, el presidente Alberto Fernández encabezó un acto en el cual el Salón de los Científicos de la Casa Rosada (sede del poder ejecutivo de la República Argentina) se renombró como Salón de la Ciencia Argentina, siendo "las cuatro de Melchior" parte de las figuras femeninas homenajeadas. Una fotografía de Elena Martínez Fontes fue agregada a la galería de imágenes de dicho Salón junto a las de otras 10 mujeres de ciencia de Argentina: Elisa Bachofen, Eugenia Sacerdote de Lustig, Rebeca Guber, Sara Rietti, Elvira López, Telma Reca, Hetty Ladis Regina Bertoldi de Pomar, Irene Bernasconi, María Adela Caría, y Carmen Pujals.